# Mark Bomback
Mark Bomback (n. 29 de agosto de 1971) es un guionista estadounidense, de New Rochelle, Nueva York. Bomback es graduado de la Universidad Wesleyana en Middletown en donde estudió literatura en lengua inglesa.

## Filmografía

### Guionista
Cine
- The Night Caller (1998)
- Godsend (2004) (también coproductor)
- Live Free or Die Hard (2007)
- Deception (2008)
- Race to Witch Mountain (2009)
- Unstoppable (2010)
- Total Recall (2012)
- The Wolverine (2013)
- Dawn of the Planet of the Apes (2014) (también productor ejecutivo)
- War for the Planet of the Apes (2017)
- Protection[3]
- White Bird (2024)[4]

Televisión
- Legends (2014)
- Defending Jacob (2020)